# Gedichtmaß
Als Gedichtmaß bezeichnet man in der Verslehre ein metrisches Schema, das über Vers- und Strophenmaß hinausgehend die Bauform des Gedichts in seiner Gesamtheit beschreibt.
Bekannteste Beispiele für Gedichtmaße sind Sonett, Sestine oder Kanzone. Besteht ein Gedicht aus einer einzelnen Strophe, stimmen also Strophenmaß und Gedichtmaß überein, so spricht man auch von dem Gedicht als Einzelstrophe. Beispiele dafür sind das elegische Distichon in seiner epigrammatischen Form oder das japanische Haiku.
Allgemeiner als das Gedichtmaß kann die Gedichtform noch andere, über das metrische Schema hinausgehende, beispielsweise inhaltliche Merkmale festlegen. Zu nennen sind hier etwa die gegenüber der lyrischen Gattung abzugrenzenden formal-inhaltlichen Übereinstimmungen bestimmter Formen der Hymne oder der Ode oder auf der eher formalen Seite Formen wie Akrostichon oder Leipogramm-Gedichte. 
Über das einzelne Gedicht hinausweisende Bestimmungen führen auf der eher inhaltlichen Seite zum Gedichtzyklus, auf der eher formalen zu Strukturen wie etwa dem Sonettenkranz.